# Mooslohe (Tirschenreuth)
Mooslohe ist ein Gemeindeteil der Kreisstadt Tirschenreuth in der Oberpfalz. Der Weiler liegt beidseits der Bundesstraße 15 circa vier Kilometer vom Stadtzentrum Tirschenreuths entfernt. Am 1. Januar 1983 wurde Mooslohe aus dem Markt Plößberg in die Stadt Tirschenreuth umgegliedert.
Eine Nahverkehrsanbindung besteht durch das Busunternehmen Eska Stiftlandkraftverkehr nach Tirschenreuth und Weiden in der Oberpfalz. Das städtische Tierheim befindet sich im Ort.